# Buona stella
Buona stella è un singolo del rapper italiano Ghemon, pubblicato il 27 marzo 2020 come terzo estratto dal sesto album in studio Scritto nelle stelle.

## Video musicale
Il videoclip è stato pubblicato il 9 aprile 2020 sul canale Vevo-YouTube del rapper. Il video è stato girato interamente tra le mura di casa durante l'epidemia di COVID-19 e vede protagonisti il rapper stesso, amici, fan e musicisti (tra questi Teresa De Sio).

## Tracce
Testi di Giovanni Luca Picariello e Giuseppe Seccia.
1. Buona stella – 4:09